# Joan Soler i Faneca
Joan Soler i Faneca   (Barcelona, 1731 - Barcelona, 1794) fou un mestre de cases i arquitecte català.

## Biografia
Fill d'un modest mestre de cases nascut a Savallà del Comtat (Conca de Barberà), va ser un dels arquitectes més reconeguts de la Barcelona del segle xviii.
De jove, Joan Soler es formà en l'ofici de mestre de cases al costat del seu pare i d'altres constructors; tanmateix, en la seva formació fou sobretot important el fet d'haver treballat al costat de l'enginyer Joan Escofet i Palau, que l'introduí al coneixement de les matemàtiques aplicades i l'enginyeria civil, entre d'altres disciplines.L'any 1751, amb vint anys, va rebre el grau de «fadrí» dins el gremi de Mestres de Cases i Molers de Barcelona, i pocs mesos després el de «mestre» en la mateixa confraria gremial.
L'any 1755 es casà amb Francesca Ferrer, filla d'un ciutadà honrat de Girona, resident a Barcelona. El seu fill Tomàs Soler i Ferrer i el seu net Joan Soler i Mestres també serien arquitectes. Probablement gràcies a la influència del seu sogre (de posició social més elevada) fou nomenat mestre d'obres de la Batllia i de la Intendència de Catalunya, que el facultava per emprar el nom de Maestro de obras del rey.
De gran, Joan Soler va poder ampliar coneixements a partir de l'estudi de tractats d'arquitectura, llibres tècnics i altra bibliografia (segons l'inventari post mortem, Soler va posseir una de les sis millors biblioteques sobre l'art d'edificar del seu temps a Barcelona).

## Obres
El 1760 construí la caserna de cavalleria de la plaça de l'Àngel, a Igualada, i el 1771 fou autor del projecte de l'església de Roda de Ter. L'any següent, i a petició del seu col·lega Josep Ribes i Margarit, va dissenyar la portalada del Palau del duc de Sessa al carrer Ample de Barcelona, tot i que no s'ha pogut esbrinar si va ser el seu projecte el que es va executar.
El 1773 es devia encarregar de la residència senyorial del comerciant d'origen alemany Christian Andreas Tilebein al carrer de Montjuïc de Sant Pere (actualment Verdaguer i Callís), ja que, segons Arranz i Fuguet, va ser ell qui el va recomanar al seu soci Salvador de March i Bellver, per a qui construí el seu palau (1775-1781) a la Rambla de Santa Mònica barcelonina, al mateix temps que la veïna casa Codorniu (1776).
A partir de la dècada del 1770, l'obra de la Llotja de Mar, juntament amb el canal d'Urgell, foren les empreses que més atenció li requeriren, en les que fou succeït pel seu fill Tomàs Soler i Ferrer.
En la historiografia de les primeres dècades del segle xx, Joan Soler i Faneca era l'únic arquitecte barceloní del xviii que havent assolit fama el citaven tots els manuals d'història de l'art. Aquesta opinió, que procedia de Llaguno i Ceán, s'havia basat en afirmacions, palesament exagerades, procedents del seu fill Tomàs Soler. Sortosament, en els darrers anys del segle xx passat, Manuel Arranz aclariria, no només les afirmacions no documentades que contenia l'esmentada biografia vuitcentista, sinó que posà en valor molts aspectes fins aleshores desconeguts de la trajectòria vital i professional de Soler i Faneca.
El seu perfil intel·lectual pertany al d'un grup d'arquitectes que no es limità a depurar el Barroc d'acord amb les normes acadèmiques i tot seguit a importar el Neoclassicisme, sinó que va fer més: adaptà els nous corrents al tarannà del país, els catalanitzà i assolí així una bona síntesi entre innovació i tradició, entre elements autòctons i elements importats. Soler i una part dels seus col·legues aconseguiren nacionalitzar un llenguatge arquitectònic internacional sense que perdés el seu cosmopolitisme.

## Galeria

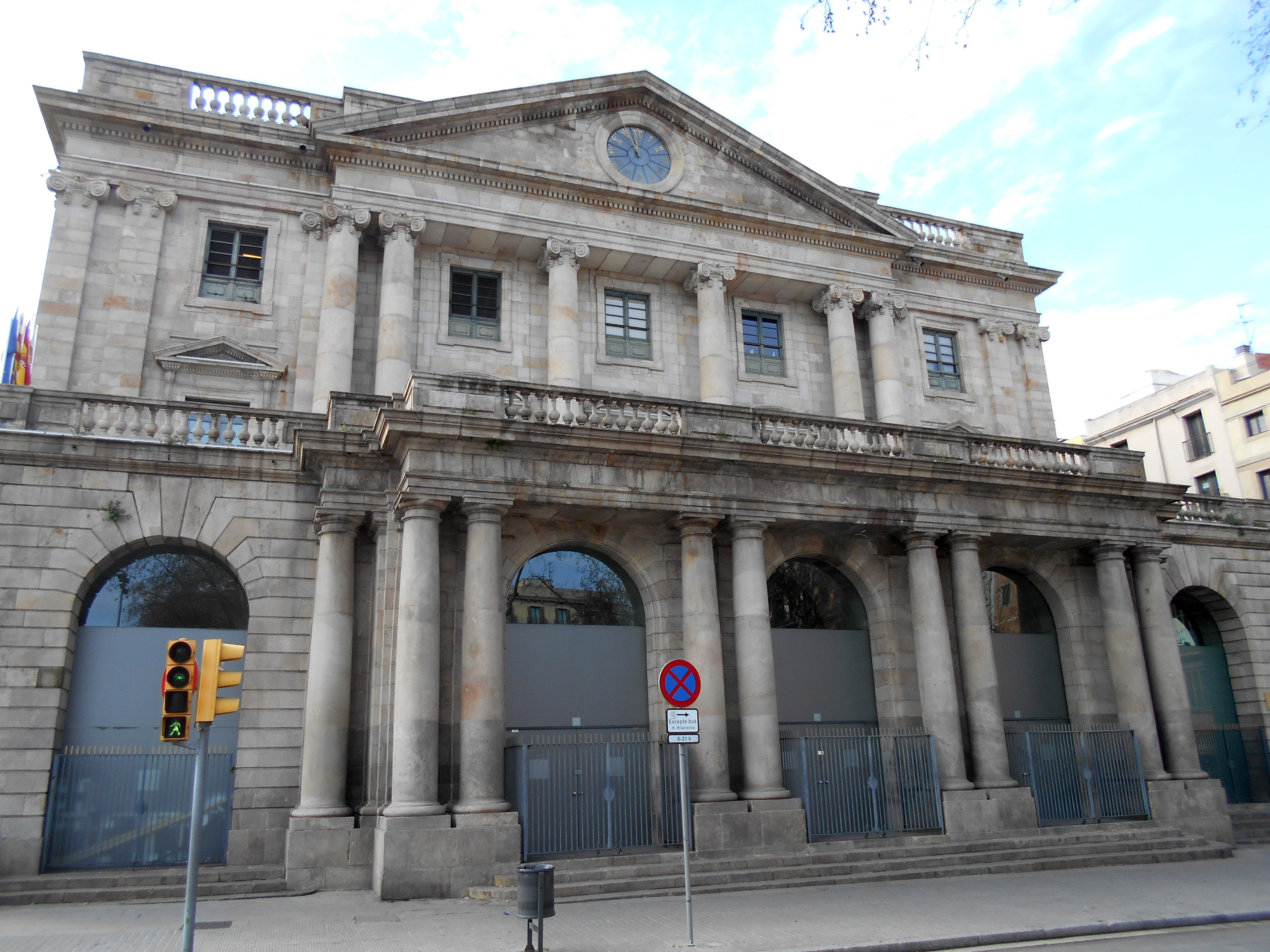
Llotja de Mar al Pla de Palau
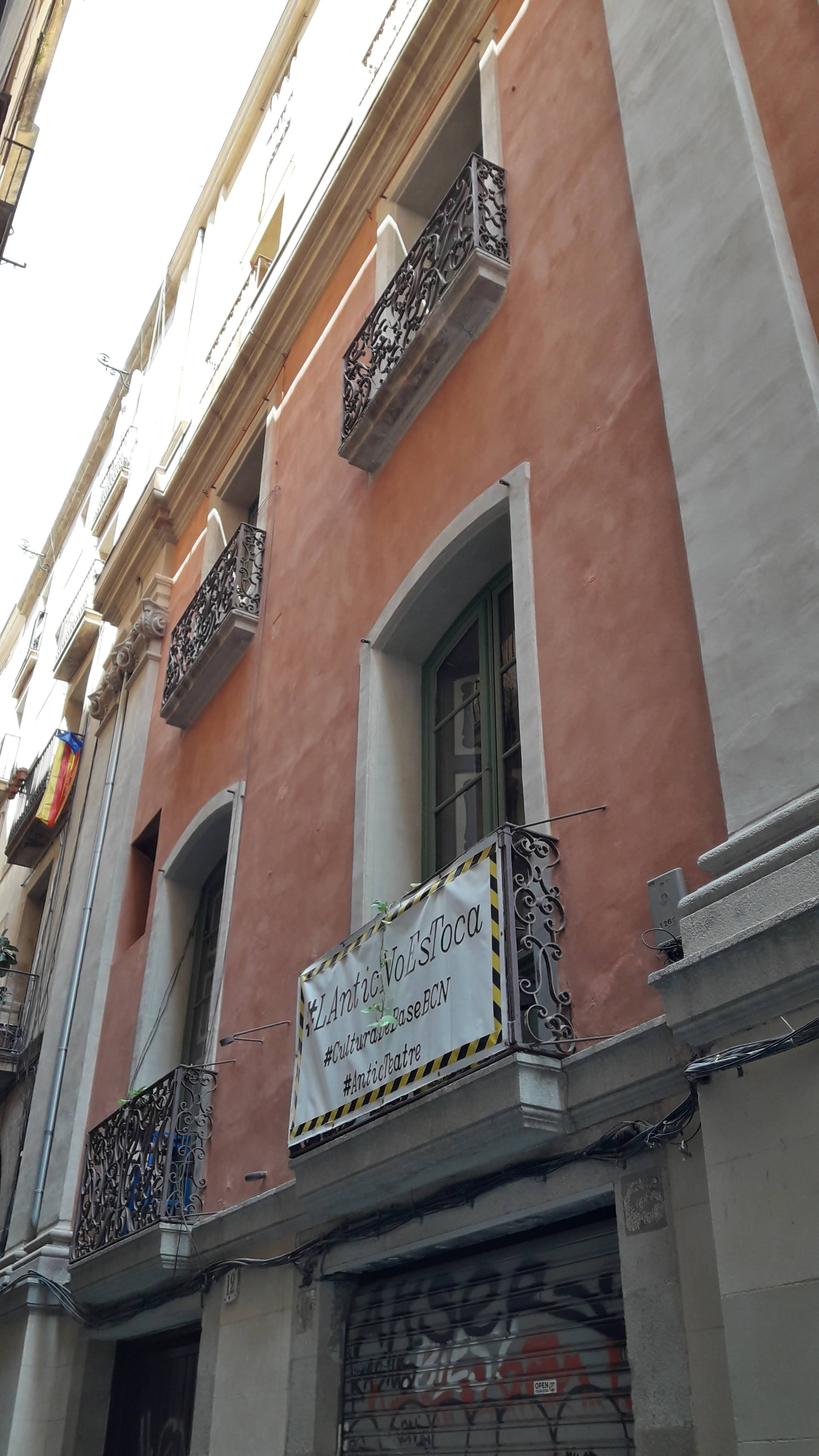
Casa Tilebein al carrer de Verdaguer i Callísde Barcelona
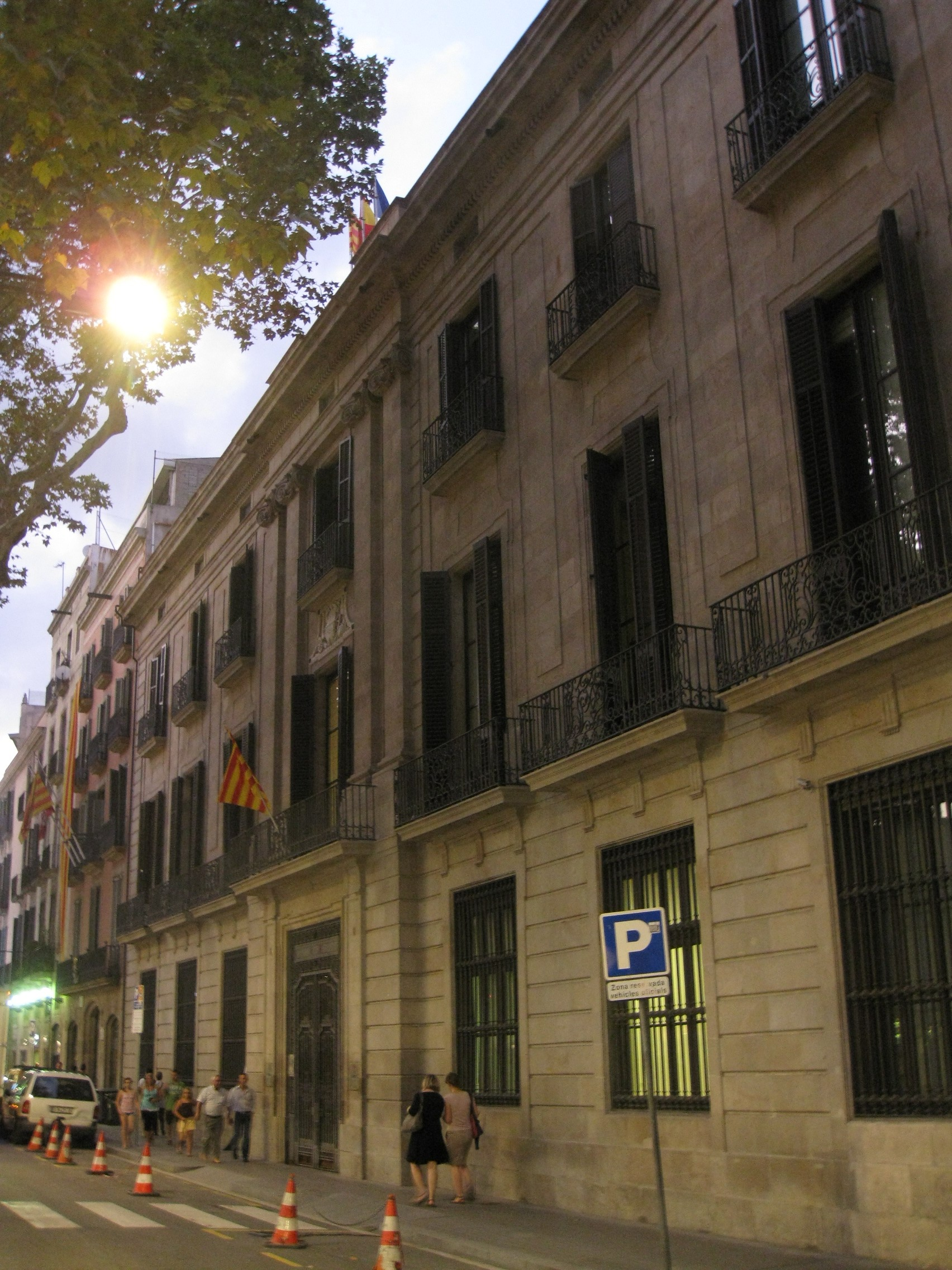
Palau Marc a la Rambla
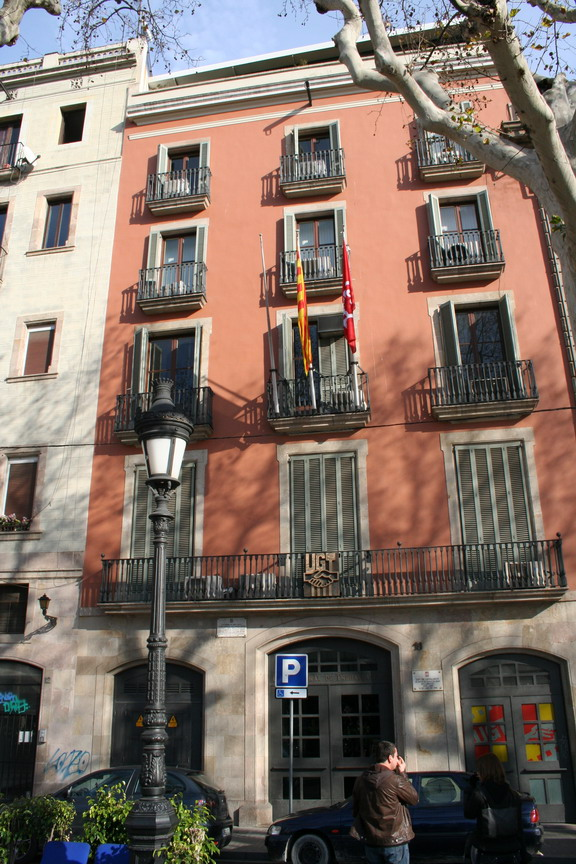
Casa Codorniu a la Rambla